# Stazione di Castronno
La stazione di Castronno è una fermata ferroviaria posta sulla ferrovia Gallarate-Varese, a servizio dell'omonimo comune.

## Storia
Nonostante la linea ferroviaria Gallarate Varese fosse stata attivata nel 1865, la fermata venne attivata dopo il 1876

## Strutture ed impianti
Il piazzale dispone di due binari di corsa, attraversabili tramite un sottopassaggio:
- Binario 1: fermano tutti i treni suburbani diretti a Pioltello Limito-Treviglio;
- Binario 2: fermano tutti i treni suburbani diretti a Varese.

La stazione era classificata come Posto di Blocco Intermedio e pertanto presenziata da guardablocco.

## Movimento
La fermata è servita dai treni della linea S5 (Varese-Treviglio) del servizio ferroviario suburbano di Milano, svolti da Trenord, nell'ambito del contratto di servizio stipulato con Regione Lombardia.

## Servizi
La stazione è classificata da RFI nella categoria "Silver" e dispone di:
- Biglietteria automatica
- Sala di attesa